# Propaganda blanca

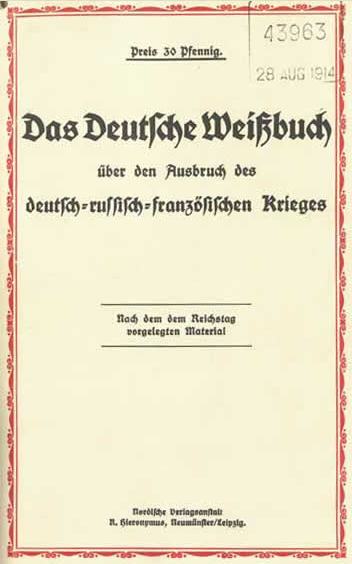
Un ejemplo de propaganda blanca puede ser "El libro blanco alemán"

Se denomina propaganda blanca a aquella en la cual se explicita claramente el verdadero autor del mensaje. De este modo, se puede interpretar o averiguar fácilmente cuáles son los intereses y la ideología del emisor. Un ejemplo son los comunicados oficiales. 
Es una técnica más honesta pero en general menos efectiva que otros tipos de propaganda, como la propaganda negra (o de falsa bandera) en la cual se firma con el nombre del adversario con el fin de perjudicar la opinión pública sobre éste; o la propaganda gris, es decir, anónima o sin firmar.
Se utilizó, por ejemplo, en la propaganda de los aliados durante la Segunda Guerra Mundial, hasta el año 1942, en la que se lanzaban salvoconductos a las tropas enemigas invitándolos a rendirse y prometiéndoles un trato justo.